# أديبونوترين

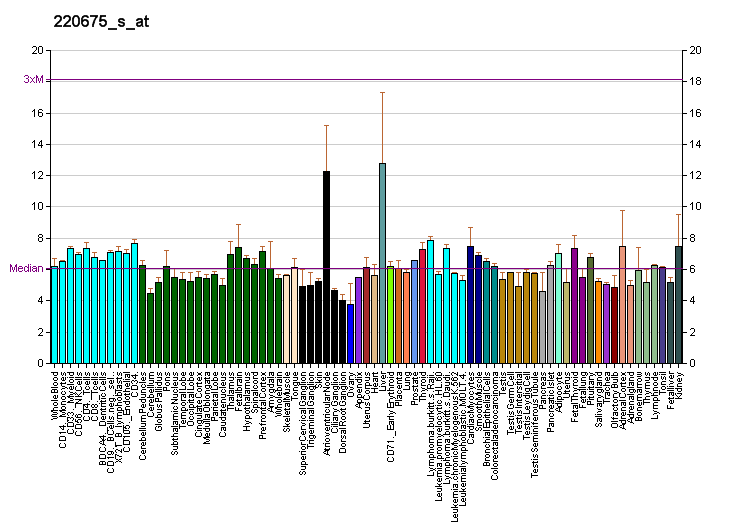
صورة لهاعلاقة ب اديبو نوترين على بعض صفحات ويكيبيديا

البروتين 3 المحتوي على مجال فسفوليباز الشبيه بالباتاتين (PNPLA3) والمعروف أيضًا باسم أديبونوترين (ADPN) ، أو أسيل جلسرين أو أسيل ترانسفيراز أو فسفوليباز A2-إبسيلون المستقل عن الكالسيوم (iPLA2-إبسيلون) هو إنزيم يتم ترميزه في البشر عبر جين PNPLA3. 

## وظيفة
الأديبونوترين هو الليباز ثلاثي الجلسرين الذي يتوسط التحلل المائي ثلاثي الجلسرين في الخلايا الدهنية. قد يشارك البروتين المشفر، والذي يبدو أنه مرتبط بالغشاء، في توازن استخدام / تخزين الطاقة في الخلايا الشحمية.

## علم الجينوم
يقع الجين على الذراع الطويلة للكروموسوم 22 عند النطاق 13.31 (22q13.31). يقع على خيط واتسون (بلس) ويبلغ طولها 40750 قاعدة.
تم تحديد مواقع الربط المفترضة للجينات للعديد من عوامل النسخ. وتشمل هذه بي بي آي أر- جاما وبي أو يو2 إف1 و بي أو يو2 إف2. إذا كان أي من عوامل النسخ هذه متدخل بالفعل في تنظيم هذا الجين غير المعروف في الوقت الحالي.

## الكيمياء الحيوية
الاسم الموصى به للمنتج الجيني هو البروتين 3 الذي يحتوي على مجال فسفوليباز يشبه الباتين. وهو عبارة عن بروتين غشائي من النوع الثاني أحادي التمرير وهو إنزيم متعدد الوظائف مع أنشطة إنزيم ثلاثي الجلسرين ليباز وأسيل جلسرين أو أسيل ترانسفيراز. يشارك في التحلل المائي ثلاثي الجلسرين في الخلايا الشحمية وقد يلعب دورًا في استقلاب الطاقة.
يبلغ طول البروتين الناضج 481 حمضًا أمينيًا والوزن الجزيئي المتوقع 52.865 كيلو دالتون .تم وصف اثنين من الأشكال الإسوية ولكن الأهمية الوظيفية - إن وجدت - لهذه الأشكال غير معروفة.

## أهمية سريرية
تم تأكيد وجود علاقة بين مرض الكبد الكحولي في القوقازيين والاختلافات في هذا الجين. تم تأكيد طفرة إيزوليوسين إلى ميثيونين (I [ATC]> M [ATG]) SNP rs738409 لزيادة القابلية للإصابة بمرض الكبد اللا كحولي وله أيضًا تأثيرات في مرض السكري.